# Drepanocanthus lineatus
Drepanocanthus lineatus är en skalbaggsart som beskrevs av Christian Rudolph Wilhelm Wiedemann 1823. Drepanocanthus lineatus ingår i släktet Drepanocanthus och familjen Aphodiidae. Inga underarter finns listade i Catalogue of Life.